# Théâtre Jean-Arp
Le Théâtre Jean-Arp est une salle de théâtre située à Clamart. Il est associé à la salle de cinéma Jeanne-Moreau, classé Art et essai.

## Présentation
Il est reconnu depuis 2010 par la Direction régionale des Affaires culturelles comme scène conventionnée pour les Arts de la marionnette et le Théâtre d’objet.
Il a été nommé en hommage à Jean Arp, peintre, sculpteur et poète.

## Historique
Il a été créé en 1977.